# 薛品轩
薛品轩（1905年—？），号品仙，男，汉族，河北临城人，中国政治人物，中国民主建国会中央委员会原常务委员，第三届全国政协委员。